# Edgar
Edgar, někdy také Edgar Mírumilovný (943? – 8. července 975, Winchester), byl anglický král. Jeho přídomek Mírumilovný se nevztahoval k jeho skutkům, protože byl silný vůdce, což dokázal ovládnutím Northumbrie a Mercie na úkor svého bratra Edwyho.

## Vláda
Za nejasných okolností bylo království rozděleno na dvě části: Edgar se stal vládcem území na sever od řeky Temže a anglickým králem (Edwymu připadla správa Wessexu a Kentu). Po Edwyho smrti obnovil Edgar jednotu království a v říjnu 959 povolal zpět do vlasti Dunstana a ustanovil ho do funkce biskupa z Worcesteru (později biskupa londýnského a nakonec arcibiskupa canterburského). Dunstan zpočátku nechtěl Edgara korunovat kvůli jeho způsob života a milenku, ale postupně se stal Edgarovým rádcem a zůstal jím až do konce jeho vlády.
Edgar byl korunován v Bathu, ale majestátní korunovační ceremonie se odehrála až na vrcholu jeho vlády roku 973. Obřad, navržený Dunstanem, je základem korunovační ceremonie až do současnosti. Krátce nato slíbili ostatní britští králové, včetně panovníků Skotska a Strathclyde, Edgarovi v Chesteru svou oddanost. Období Edgarovy vlády bylo velmi pokojné a někdy se uvádí, že se jednalo o vrcholné období anglosaského království. I když ke sjednocení Anglie došlo již za jeho předchůdců, byl to Edgar, kdo tento stav konsolidoval. Pod Dunstanovým vedením docházelo i ke konsolidaci církevního systému.

## Smrt
Edgar zemřel v létě 975 ve Winchesteru a byl pohřben v Glastonburském opatství. Měl několik potomků, z toho dva syny, Eduarda, jenž se stal jeho následníkem, a Æthelreda. Od Edgarovy smrti až do ovládnutí Anglie Normany bylo nástupnictví na anglický trůn zpochybňováno. I když se jedná o určité zjednodušení, může být Edgarova smrt považována za období konce anglosaské Anglie, jehož výsledkem byla tři úspěšná dobytí, dvě dánská a jedno normanské.
Je hlavní zápornou postavou na začátku filmu Dračí srdce, kde mu však říkají jeho latinským jménem Frai a konec jeho vlády je posunut o 10 let dopředu.